# Primera Divisió (2008/2009)
Rozgrywki Primera Divisió 2008/2009 były czternastym sezonem tej najwyższej klasy futbolowej w Andorze. Rozpoczął się 21 września 2008 roku i zakończył 7 maja 2009. Tytułu broniła drużyna FC Santa Coloma.

## Format rozgrywek
Osiem uczestniczących drużyn, grają mecze każdy z każdym w pierwszej fazie rozgrywek. W ten sposób odbywa się pierwszych 14 meczów. Następnie liga zostaje podzielona na dwie grupy po cztery zespoły. W obydwóch grupach drużyny rozgrywają kolejne mecze – dwukrotnie (mecz i rewanż) z każdą z drużyn ze znajdujących się w jej macierzystej połówce tabeli. W ten sposób każda z drużyn rozgrywa kolejnych sześć meczów a punkty i bramki zdobyte w pierwszej fazie są brane pod uwagę w fazie drugiej. Górna połówka tabeli walczy o mistrzostwo Andory oraz kwalifikacje do rozgrywek europejskich, natomiast dolna połówka broni się przed spadkiem. Do niższej ligi spada bezpośrednio ostatnia drużyna a przedostatnia musi rozgrywać baraż z drugą drużyną z niższej ligi.

## Uczestniczące drużyny
| Uczestnicy z poprzedniej edycji                                                                               | Uczestnicy z poprzedniej edycji | Uczestnicy z poprzedniej edycji | Uczestnicy z poprzedniej edycji |
| --- | ------------------------------- | ------------------------------- | ------------------------------- |
| SFC | FC Santa Coloma                 | 1                               |                                 |
| RAN | FC Rànger's                     | 2                               |                                 |
| SJU | UE Sant Julià                   | 3                               |                                 |
| LUS | FC Lusitanos                    | 4                               |                                 |
| PRI | CE Principat                    | 5                               |                                 |
| INT | Inter Club d’Escaldes           | 6                               |                                 |
| ENG | UE Engordany                    | 7                               |                                 |
| Spadek z Primera Divisió (2007/2008)                                                                          |                                 |                                 |                                 |
| CEB | Casa Estrella del Benfica       | 8                               |                                 |
| Awans z Segona Divisió (2007/2008)                                                                            |                                 |                                 |                                 |
| SUE | UE Santa Coloma                 | 1                               |                                 |
| Oznaczenia: - kolumna pierwsza – skróty nazw drużyn, - kolumna trzecia – miejsce zajęte w poprzednim sezonie. |                                 |                                 |                                 |

Drużyna Casa Estrella del Benfica zajęła ostatnie miejsce w poprzednim sezonie i tym samym została relegowana do niższej ligi. Została ona zastąpiona zwycięską drużyną z Segona Divisió – UE Santa Coloma. Zgodnie z regulaminem drugą relegowaną drużyną mogła być UE Engordany, ale wygrała baraż z wicemistrzem Segona Divisió drużyną UE Extremenya.

## Pierwsza runda

### Tabela
| Lp. | Drużyna               | M  | Z  | R | P  | Bramki | Bramki | Różn. | Pkt | Uwagi                               |
| --- | --------------------- | -- | -- | - | -- | ------ | ------ | ----- | --- | ----------------------------------- |
| 1   | UE Sant Julià         | 14 | 11 | 2 | 1  | 69     | 10     | +59   | 35  | Kwalifikacja do grupy mistrzowskiej |
| 2   | FC Santa Coloma       | 14 | 10 | 3 | 1  | 58     | 5      | +53   | 33  | Kwalifikacja do grupy mistrzowskiej |
| 3   | FC Lusitanos          | 14 | 10 | 0 | 4  | 36     | 17     | +19   | 30  | Kwalifikacja do grupy mistrzowskiej |
| 4   | CE Principat          | 14 | 8  | 1 | 5  | 32     | 31     | +1    | 25  | Kwalifikacja do grupy mistrzowskiej |
| 5   | UE Santa Coloma       | 14 | 6  | 3 | 5  | 35     | 28     | +7    | 21  | Kwalifikacja do grupy spadkowej     |
| 6   | UE Engordany          | 14 | 3  | 0 | 11 | 21     | 75     | −54   | 9   | Kwalifikacja do grupy spadkowej     |
| 7   | Inter Club d’Escaldes | 14 | 2  | 1 | 11 | 12     | 48     | −36   | 7   | Kwalifikacja do grupy spadkowej     |
| 8   | FC Rànger's           | 14 | 1  | 0 | 13 | 22     | 71     | −49   | 3   | Kwalifikacja do grupy spadkowej     |

### Wyniki
| Gospodarz \ Gość      | ENG  | INT | LUS | PRI | RAN | SFC  | SUE | SJU |
| UE Engordany          |      | 3:2 | 0:4 | 2:3 | 5:4 | 0:7  | 1:4 | 1:7 |
| Inter Club d’Escaldes | 2:4  |     | 0:4 | 0:1 | 3:1 | 0:6  | 2:2 | 1:5 |
| FC Lusitanos          | 4:1  | 2:0 |     | 2:1 | 5:2 | 0:2  | 5:1 | 0:1 |
| CE Principat          | 4:1  | 2:0 | 2:3 |     | 5:4 | 0:7  | 5:0 | 0:6 |
| FC Rànger's           | 4:1  | 1:2 | 1:3 | 0:7 |     | 0:12 | 0:3 | 2:6 |
| FC Santa Coloma       | 6:0  | 8:0 | 0:2 | 0:0 | 4:1 |      | 0:0 | 1:0 |
| UE Santa Coloma       | 6:2  | 4:0 | 3:2 | 0:1 | 9:1 | 1:4  |     | 2:2 |
| UE Sant Julià         | 18:0 | 5:0 | 3:0 | 6:1 | 6:1 | 1:1  | 3:0 |     |

Źródło: RSSSF
Objaśnienia:
1Drużyna gospodarzy jest wymieniona po lewej stronie tabeli.
Kolory: zielony – zwycięstwo gospodarzy, żółty – remis, różowy – zwycięstwo gości.

## Druga runda

### Tabela ligowa po dwóch rundach

#### Grupa mistrzowska
| Lp. | Drużyna           | M  | Z  | R | P  | Bramki | Bramki | Różn. | Pkt | Uwagi                                       |
| --- | ----------------- | -- | -- | - | -- | ------ | ------ | ----- | --- | ------------------------------------------- |
| 1   | UE Sant Julià (M) | 20 | 16 | 2 | 2  | 84     | 15     | +69   | 50  | Liga Mistrzów UEFA • I runda kwalifikacyjna |
| 2   | FC Santa Coloma   | 20 | 15 | 3 | 2  | 75     | 12     | +63   | 48  | Liga Europy UEFA • II runda kwalifikacyjna1 |
| 3   | CE Principat      | 20 | 10 | 1 | 9  | 38     | 47     | −9    | 31  |                                             |
| 4   | FC Lusitanos      | 20 | 10 | 0 | 10 | 39     | 30     | +9    | 30  |                                             |

#### Grupa spadkowa
| Lp. | Drużyna               | M  | Z  | R | P  | Bramki | Bramki | Różn. | Pkt | Uwagi                                    |
| --- | --------------------- | -- | -- | - | -- | ------ | ------ | ----- | --- | ---------------------------------------- |
| 5   | UE Santa Coloma       | 20 | 12 | 3 | 5  | 65     | 31     | +34   | 39  |                                          |
| 6   | UE Engordany          | 20 | 7  | 0 | 13 | 39     | 88     | −49   | 21  |                                          |
| 7   | Inter Club d’Escaldes | 20 | 4  | 1 | 15 | 25     | 68     | −43   | 13  | Kwalifikacja do baraży o Primera Divisió |
| 8   | FC Rànger's (S)       | 20 | 1  | 0 | 19 | 26     | 100    | −74   | 3   | Spadek do Segona Divisió                 |

### Wyniki
| Gospodarz \ Gość | LUS | PRI | SFC | SJU |
| FC Lusitanos     |     | 1:2 | 0:2 | 0:1 |
| CE Principat     | 2:1 |     | 1:4 | 0:2 |
| FC Santa Coloma  | 3:1 | 3:1 |     | 3:1 |
| UE Sant Julià    | 3:0 | 5:0 | 3:2 |     |

| Gospodarz \ Gość      | ENG | INT | RAN | SUE |
| UE Engordany          |     | 4:2 | 4:0 | 2:3 |
| Inter Club d’Escaldes | 2:4 |     | 4:2 | 1:5 |
| FC Rànger's           | 0:4 | 2:4 |     | 0:5 |
| UE Santa Coloma       | 6:0 | 3:0 | 8:0 |     |

## Baraże o Primera Divisió
Przedostatnia drużyna ligi – Inter Club d’Escaldes – uczestniczyła w barażach przeciwko wicemistrzowi Segona Divisió – drużynie Atlètic Club d'Escaldes. Inter obronił miejsce w Primera Divisió, pokonując przeciwnika w rzutach karnych 10:9.
| 17 maja 2009 20:00 CEST | Inter Club d’Escaldes | 2:1 | Atlètic Club d'Escaldes | Estadi Comunal d'Aixovall, Aixovall |
|                         |                       |     |                         |                                     |

| 24 maja 2009 18:00 CEST | Atlètic Club d'Escaldes | 2:1 k. 9:10 | Inter Club d’Escaldes | Estadi Comunal d'Aixovall, Aixovall |
|                         |                         |             |                       |                                     |
|                         |                         | Rzuty karne |                       |                                     |
| ?                       |                         | ?           |                       |                                     |